# Nasrollah Abdollahi
Nasrollah Abdollahi (en persa: نصرالله عبداللهی‎, Teherán, Irán; 2 de septiembre de 1951) es un exfutbolista y exentrenador de fútbol de Irán que jugaba en la posición de defensa.

## Carrera

### Club
| Periodo   | Club        |
| --------- | ----------- |
| 1965–1970 | Guard       |
| 1970–1974 | Taj FC      |
| 1974–1976 | Rah Ahan FC |
| 1976–1985 | Shahin FC   |

### Selección nacional
Jugó para Irán de 1976 a 1980 con la que jugó 39 partidos sin anotar goles, ganó la Copa Asiática 1976, participó en los Juegos Asiáticos de 1978, los Juegos Olímpicos de Montreal 1976, la Copa Mundial de Fútbol de 1978 y la Copa Asiática 1980.

### Entrenador
| Periodo   | Club         |
| --------- | ------------ |
| 1985–1988 | Shahin FC    |
| 1994–1995 | Esteghlal FC |
| 1997–2000 | Saipa FC     |

## Logros

### Jugador
- Iran Pro League: 1

1971
- Copa de Clubes de Asia: 1

1970
- Copa de Teheran: 1

1981

### Selección nacional
- Copa Asiática: 1

1976